# Camalig
Camalig (Bayan ng Camalig) är en kommun i Filippinerna. Kommunen ligger på ön Luzon, och tillhör provinsen Albay. Folkmängden uppgår till 66 904 invånare (2015).

## Barangayer
Camalig är indelat i 50 barangayer.
| - Anoling - Baligang - Bantonan - Bariw - Binanderahan - Binitayan - Bongabong - Cabagñan - Cabraran Pequeño - Calabidongan - Comun - Cotmon - Del Rosario - Gapo - Gotob - Ilawod Moroña Compound - Iluluan | - Libod - Ligban - Mabunga - Magogon - Manawan - Maninila - Mina - Miti - Palanog - Panoypoy - Pariaan - Quinartilan - Quirangay - Quitinday - Salugan - Solong - Sua | - Sumlang - Tagaytay - Tagoytoy - Taladong - Taloto - Taplacon - Tinago - Tumpa - Barangay 1 (Pob.) - Barangay 2 (Pob.) - Barangay 3 (Pob.) - Barangay 4 (Pob.) - Barangay 5 (Pob.) - Barangay 6 (Pob.) - Barangay 7 (Pob.) - Caguiba |